# Портрет Луїса Буньюеля
«Портрет Луїса Буньюеля» — картина іспанського художника Сальвадора Далі, написана у 1924 році. Спочатку картина знаходилася в особистій колекції Луїса Бунюеля. Зараз знаходиться в Центрі мистецтв королеви Софії в Мадриді.

## Опис
Далі познайомився з Луїсом Бунюелем в Королівській Академії Мистецтв у Мадриді, під час свого навчання в 1922—1926 роках. Буньюель був одним з тих, хто значною мірою вплинув на Сальвадора, так само як і Федеріко Гарсіа Лорка — іспанський поет та драматург. Пізніше Далі взяв участь у зйомках двох фільмів Буньюеля: «Андалузький пес» (1928) і «Золотий вік» (1930).
Портрет Луїса Бунюеля був написаний, коли майбутньому режисерові було 25 років. Він зображений серйозним та замисленим людиною з пильним поглядом, дивиться в сторону від художника і глядачів. Картина виконана в похмурих тонах. Стримані кольори створюють атмосферу серйозності та підкреслюють глибокодумний погляд.
|  | У цьому шедеврі Дали досягнуто чудову єдність активної форми та концентрованої психологічної характеристики. Чудово написана особа пізнається миттєво, так само, як одразу «схоплюються» риси індивідуального стилю Далі, що набуває ознак зрілого, здатність художника до жорсткого самоконтролю при виборі художніх засобів. |